# Sedem stolpov (Lübeck)
Sedem stolpov petih glavnih gotskih cerkva v starem mestnem jedru srednjeveškega Hanseatskega mesta Lübeck poosebljajo in so postali simbol mesta. V opečni gotiki zgrajenih sedem cerkveih stolpov svetega Jakoba, svete Marije, svetega Petra, svetega Egidija in stolnice je več stoletij označevalo obzorje mesta in so vidni kot silhueta iz celotne regije Holstein in Mecklenburg. Najvišji izmed njimi, stolpa dvojčka cerkve svete Marije, se dvigata okoli 125 m visoko in s tem v ravni pokrajini Holstein, približno do 150 m nadmorske višine (za primerjavo: najvišja vzpetina Schleswig-Holsteina, Bungsberg v Ostholsteinu, je visoka 168 m nmv).
So ob Holstentorju znamenitost mesta in istočasno blagovna znamka, ki jo uporabljajo tudi podjetja v Lübecku in regiji.
Najstarejšo upodobitev panorame Lübecka iz leta 1481 je mogoče najti na oltarni sliki lübeckškega slikarja Hermena Rode v cerkvi svetega Nikolaja v Talinu. Izraz »sedem stolpov« pa je sodobna značilnost, saj stare mestne panorame Lübecka še vedno prikazuje osem stolpov na vseh slikah do leta 1818. Ta, severno od Jakobove cerkve stoječ stolp Marije Magdalene, nekdanje cerkve grajskega samostana, je bil porušen leta 1818 skupaj s cerkvijo. Leta 1820 nastala panorama Švicarja Johanna Heinricha Bleulerja iz hriba Pariner bo verjetno med prvimi predstavitvami mesta z "le sedmimi" stolpi. Prišla je leta 1921 v muzej svete Ane.
Edinstvena panorama je iz leta 1924, grafičnega oblikovalca Alfreda Mahlaua zasnovana za blagovne znamke Schwartauer Werke, ena je v Bad Schwartau proizvajalca marmelade in slaščic in tista iz leta 1943 je na znamki ob 800 letnici Lübecka. Mesto je imelo v 50-ih in 60-ih letih celo kampanjo za potrebe turizma, z grafičnim prikazom sedmih stolpov Mahlaua v brošurah in na plakatih. Ti plakati so zdaj zaželeni zbirateljski predmeti zaradi svoje umetniške vrednosti. Še več, Sparkasse zu Lübeck uporablja za svoj logotip Sedem stolpov. So ena od najpomembnejših točk celotnega trženja mesta.
Med drugo svetovno vojno so izgubili vse konice stolpov med letalskim napadom na Lübeck 29. marca 1942, dva svetega Egidija in svetega Jakoba pa sta se podrla. Njihove lesene strešne konstrukcije so gorele kot bakle. Rekonstrukcija uničenih pet stolpov ni več izdelana iz lesa, ampak s postopkom, ki ga uveljavil Klaus Pieper in metodo Ericha Trautscha kot lahka konstrukcija iz opečnatih votlakov, metoda razvita v 1960-ih.
Sedem stolpov je od takrat v območju Unescove svetovne dediščine starega mestnega jedra Lübecka.
V letu 2007 je bil obris Lübecka s sedmimi stolpi motiv na zlatem priložnostnem kovancu v Nemčiji, ki se pojavljajo vsako leto od leta 2002 dalje. 
- Osem" stolpov z vzhoda okoli 1600
- "Osem" stolpov z zahoda v 17. stoletju
- Znamka Alfreda Mahlaua (1943)